# Siwa gramada
Siwa gramada (bułg. Сива грамада) – szczyt masywu Witosza, w Bułgarii, o wysokości 2003 m n.p.m. 